# NGC 7694
NGC 7694 (другие обозначения — PGC 71728, MCG -1-60-4) — неправильная галактика в созвездии Рыбы.
Объект причисляют к галактикам низкой поверхностной яркости.
Этот объект входит в число перечисленных в оригинальной редакции «Нового общего каталога».